# Sergej Stepanov (hudebník)
Sergej Igorevič Stepanov (rusky Серге́й И́горевич Степа́нов, rumunsky Serghei Stepanov; * 3. září 1984 Tiraspol), běžně známý jako Epic Sax Guy, Saxroll či Ultra Sax Guy, je moldavský hudebník, skladatel a člen hudebního tria SunStroke Project.

## Život
V roce 2005 vystudoval Podněsterský státní institut umění v Tiraspolu. Po dokončení studií byl odveden do Podněsterské armády, kde se setkal s Antonem Ragozou. Později založili kapelu Sunstroke, nyní známou jako SunStroke Project. Mnoho lidí na internetu mu přezdívá „Epic Sax Guy“.

### SunStroke Project
Jako člen skupiny SunStroke Project se zúčastnil Eurovision Song Contest 2010 v Oslu, kde SunStroke Project skončil 22. (s písní „Run Away“). Po soutěži se díky svému extravagantnímu vzhledu a tanečnímu stylu stal rychle internetovým memem, který se pod názvem „Epic Sax Guy“ šířil prostřednictvím videa na YouTube. Video bylo doplněno instrumentálním sólovým vystoupením skupiny z Eurovize. Stalo se virálním hitem a dalo vzniknout řadě remixů, včetně desetihodinové remixové verze.
V roce 2014 bylo jeho vystoupení z roku 2010 zařazeno do knihy rekordů Eurovize, což je sbírka nejpamátnějších okamžiků v historii soutěže. SunStroke Project opětovně vystoupil na Eurovizi v roce 2017, s písní „Hey, Mamma!“ tentokrát obsadil 3. místo. Comeback „Epic Sax Guy“ vyvolal celosvětový mediální zájem a na internetu podnítil tvorbu nových videí a remixů, tentokrát pod názvem „Ultra Sax Guy“. Po návratu do Moldavska byli členové SunStroke Project oceněni Řádem cti tehdejším prezidentem Moldavska Igorem Dodonem.
Během finále Eurovision Song Contest 2021 byl mluvčím moldavské poroty pro hlasování.

## Osobní život
Je ženatý s Olgou Deleu a mají společně syna Mihaila.

## Vyznamenání
- Řád cti (2017)[7]